# Amnistia Internacional
Amnistia Internacional (AI) (en anglès, Amnesty International) és una associació internacional que treballa per la defensa dels drets humans arreu del món. El 1977 va ser guardonada amb el Premi Nobel de la Pau per la seva ferma lluita contra la tortura arreu del món.

## Història
Amnistia Internacional es va fundar al Regne Unit, i el seu primer objectiu fou l'alliberament d'un grup d'estudiants empresonats a Portugal.
Un dia de 1961, l'advocat britànic Peter Benenson va llegir, a The Observer, una notícia sobre dos estudiants portuguesos que havien estat empresonats per haver fet un brindis per la llibertat. Això el va impulsar a publicar el 28 de maig un article, al mateix diari, titulat «The Forgotten Prisoners» —Els presoners oblidats— per fer una crida als lectors per fer una campanya de correspondència per donar suport a aquests estudiants. Aquest article va ser publicat i traduït a altres diaris del món. El juliol de 1961 es du a terme la primera reunió de delegats de diversos estats —Bèlgica, el Regne Unit, Alemanya, Irlanda, Suïssa i els Estats Units— per establir un moviment internacional permanent en pro de la defensa de la llibertat d'opinió i religió.
Des d'aleshores AI ha denunciat violacions dels drets humans en pràcticament tots els països del món, inclosos els règims democràtics. Les campanyes més habituals consisteixen a pressionar els governs per l'alliberament dels presos polítics o de consciència.
El primer soci d'AI de l'estat espanyol —i posteriorment primer president de la secció espanyola (1978)— va ser el català Manuel Casanoves i Casals. El 1994 es crea Amnistia Amnistia Internacional Catalunya (AIC) com a estructura federada a la secció espanyola.

## Finançament
Amnistia Internacional es finança principalment amb les quotes i les donacions dels seus membres del món sencer. No accepta donacions de governs o d'organitzacions governamentals. D'acord amb el lloc web d'Amnistia Internacional, "aquestes donacions personals i de no-afiliats permeten a Amnistia Internacional mantenir una plena independència de tots i de cadascun dels governs, d'ideologies polítiques, d'interessos econòmics o religiosos. No sol·licitem ni acceptem fons per a la investigació dels drets humans procedents de governs o de partits polítics i només acceptem el suport d'empreses que han estat seleccionades acuradament.".

## Objectius
Els principals objectius d'Amnistia Internacional són:
- L'alliberament immediat i incondicional dels presoners per motius de consciència (aquells que han estat empresonats per exercir el seu dret a expressar les seves idees, creences polítiques o religioses de forma pacífica)
- L'exigència d'un judici just per a detinguts polítics.
- L'abolició de la tortura.
- La denúncia de les desaparicions forçades i els assassinats polítics.
- L'abolició de la pena de mort, així com de totes les formes de tortura i càstigs cruels i degradants a persones sota custòdia.
- La condemna dels abusos comesos per grups armats d'oposició incloent-hi la presa d'ostatges, la tortura i la mort de presoners, així com les matances intencionades i arbitràries.
- L'assistència a persones exiliades en perill de les quals no es respectin els seus drets als països d'origen.
- El treball sectorial i en aliança amb altres ONG, amb les Nacions Unides i amb les organitzacions intergovernamentals de caràcter regional.
- La difusió de l'educació en drets humans i programes per crear consciència i sensibilitzar sobre el tema.
- La denúncia de vulneracions de drets humans que puguin cometre empreses i el possible impacte negatiu de les seves activitats sobre persones o comunitats.
- Treballar per fer realitat la Justícia Universal: veritat, justícia i reparació per a víctimes de crims de guerra i crims contra la humanitat.

## Organització

Seccions d'Amnistia Internacional el 2005.

Seccions d'Amnistia Internacional el 2012.

Amnistia Internacional és un moviment de persones, basat en membres mundial voluntària, que està representat per entitats de membres (Seccions i Estructures) i membres internacionals. L'Assemblea Global és el màxim òrgan de decisions d'Amnistia Internacional. Està formada per representants de les entitats de membres i dels membres internacional. L'Assemblea Global escull la Junta Directiva Internacional.
La Junta Directiva Internacional (JDI) d'Amnistia Internacional proporciona orientació global per al compliment de la visió i missió del moviment, i perquè es respectin les seves polítiques i normes globals.
La gestió diària d'Amnistia Internacional està a càrrec del Secretariat Internacional (SI), encapçalat per un secretari o secretària general, sota la direcció de la Junta Directiva Internacional. El Secretariat Internacional d'Amnistia Internacional té les següents seus a tot el món:
- Europa i Àsia central: Londres, Brussel·les, Moscou i Ginebra.
- Àsia i Oceania: Hong Kong, Bangkok i Jakarta.
- Àfrica: Dakar, Nairobi i Johannesburg.
- Amèrica: Ciutat de Mèxic, Lima, Nova York i Washington DC.
- Orient Mitjà i el Nord d'Àfrica: Beirut, Tunísia i Jerusalem Oriental.

## Secretaris i Secretàries Generals
- 1961-1966: Peter Benenson, President
- 1966-1968: Eric Baker
- 1968-1980: Martin Ennals
- 1980-1986: Thomas Hammarberg
- 1986-1992: Ian Martin
- 1992-2001: Pierre Sané
- 2001-2010: Irene Khan
- 2010-2018: Salil Shetty
- 2018-2020: Kumi Naidoo[6]
- 2020-2021 (en funcions): Julie Verhaar
- 2021-actualitat: Agnès Callamard[7]